# Бовдурка
Бовду́рка — річка в Україні, у межах Золочівського району Львівської області. Права притока Стиру (басейн Прип'яті).

## Опис
Довжина річки 37 км, площа басейну 259 км², падіння 1,6-1,8 км/год. Ширина русла досягає 5 м, ширина заплави — 2 км. Басейн річки сильно заболочений. Річка типово рівнинна. Річище слабо звивисте, в багатьох місцях випрямлене і каналізоване. Заплава двостороння, місцями невиразна. 

## Розташування
Витоки Бовдурки розташовані в південно-східній частині міста Бродів. Річка тече в межах Бродівської рівнини переважно на північний захід. Впадає до Стиру на північний схід від села Бордуляки. Протікає через природний заказник Кемпа. 
Притоки: Суховілка, невеликі потічки (Дітковецький потік) та меліоративні канали.

## Сучасний стан
В межах міста Бродів річка дуже забруднена і засмічена, зокрема через каналізаційні викиди з очисних споруд КП «Бродиводоканал». Згідно моніторингу та екологічної оцінки водних ресурсів держводоагентства індикатор стану води «Хром загальний» становить 3.5 мг/дм, що перевищує норму (0.05 мг/дм³) у 70 раз.
У 2015—2016 роках були проведені роботи з розчищення, поглиблення русла річки Бовдурка, та будівництва акумулюючої водойми на озері Бугаї. 

## Галерея

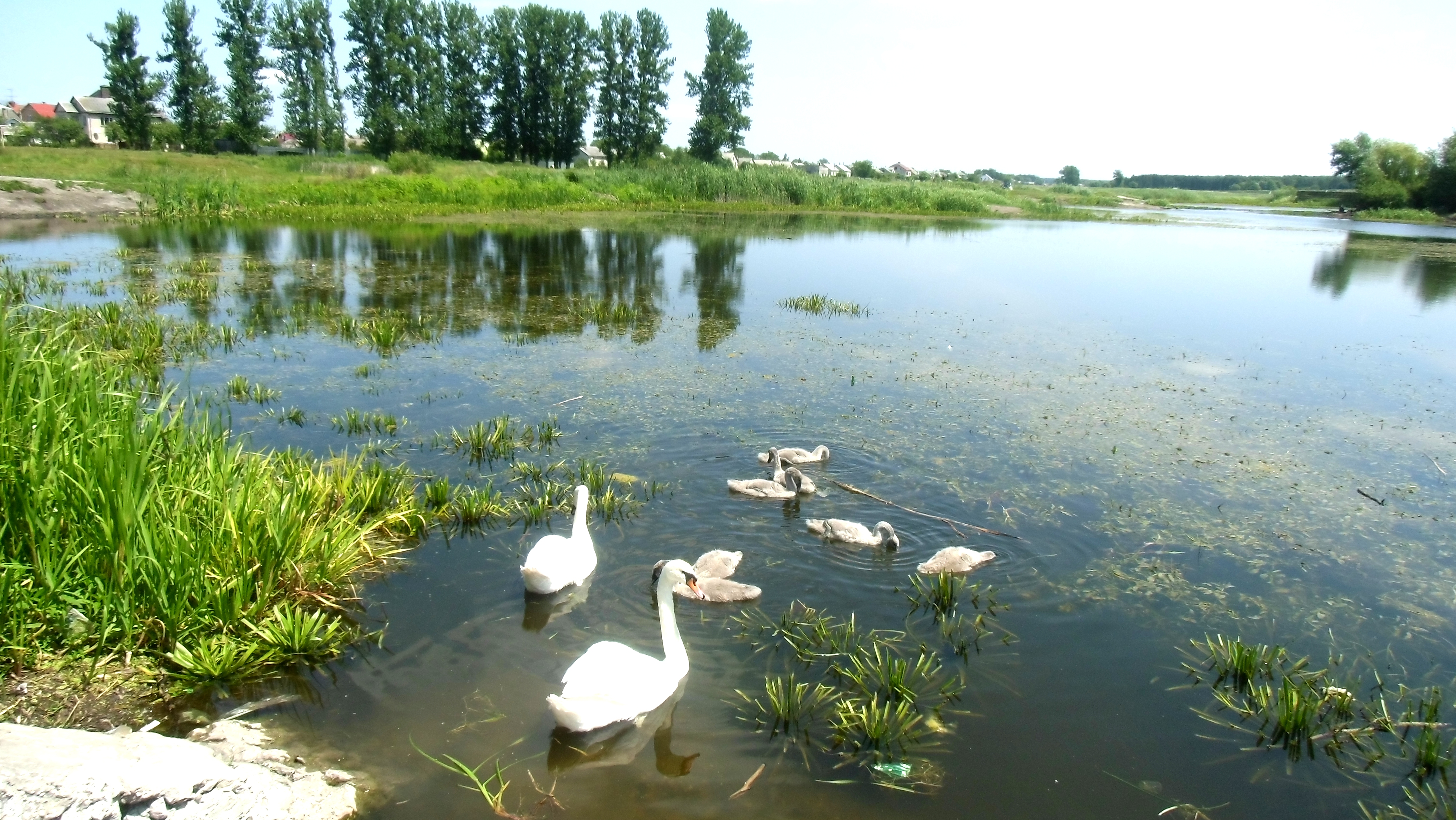
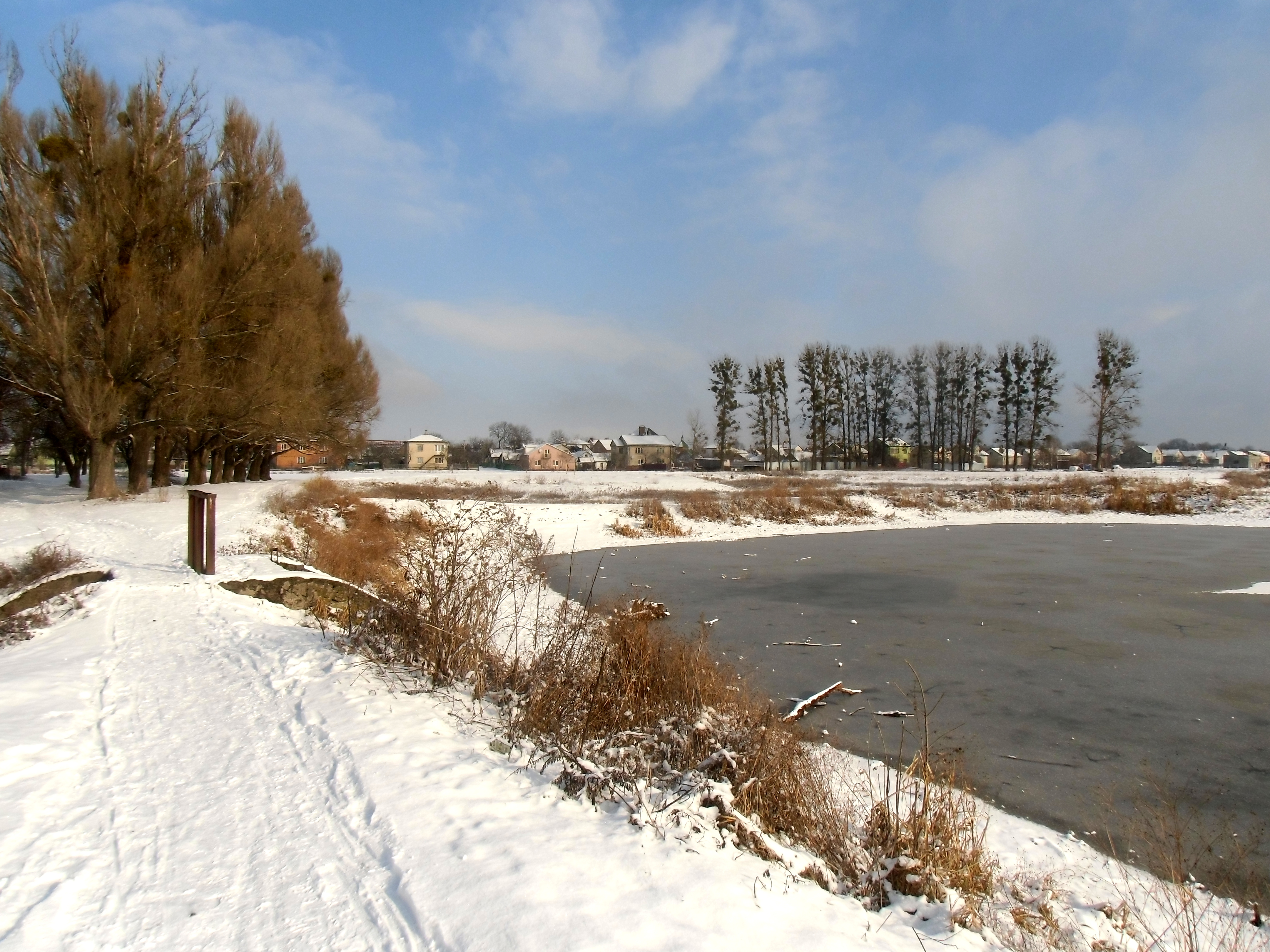
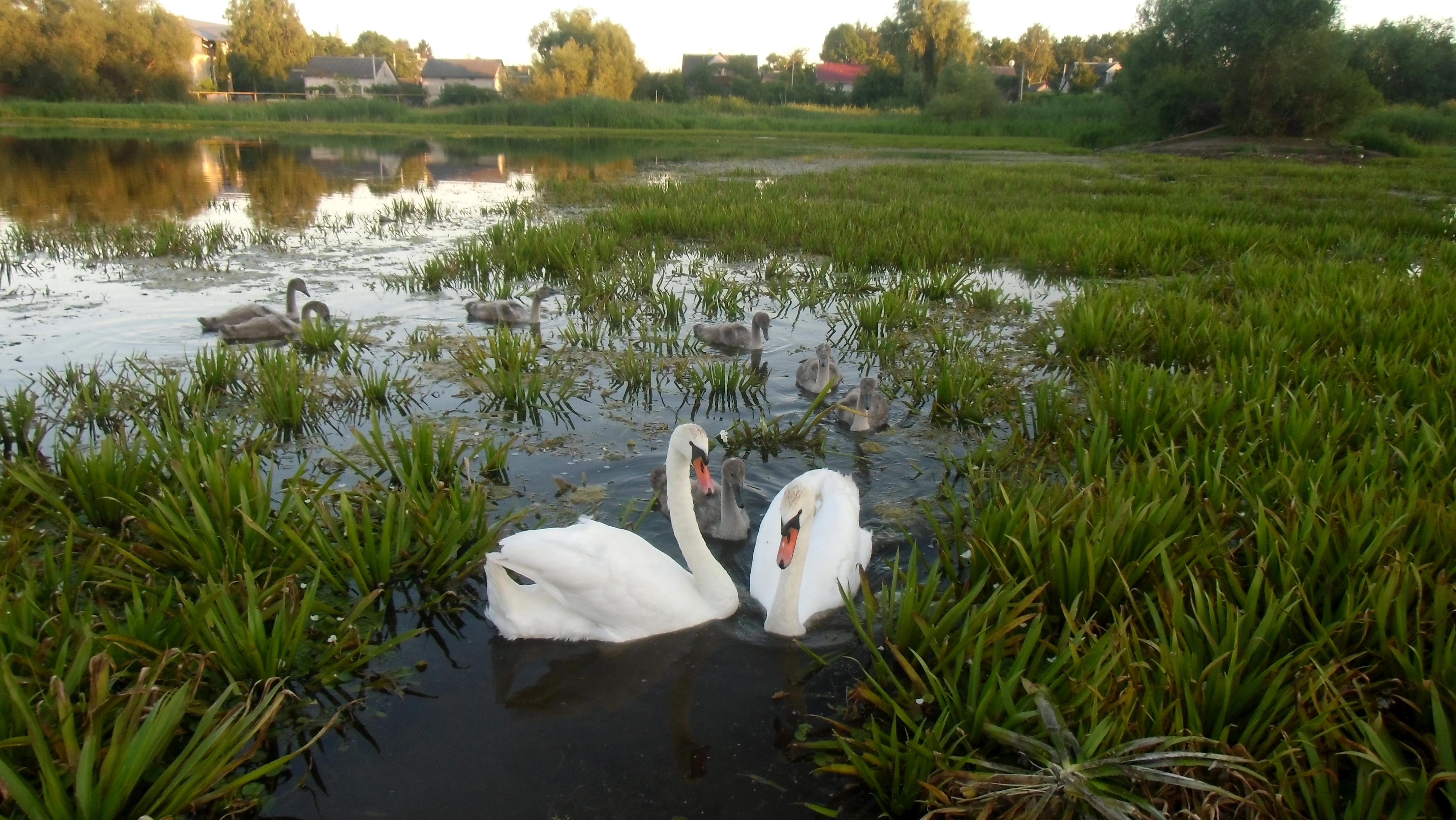
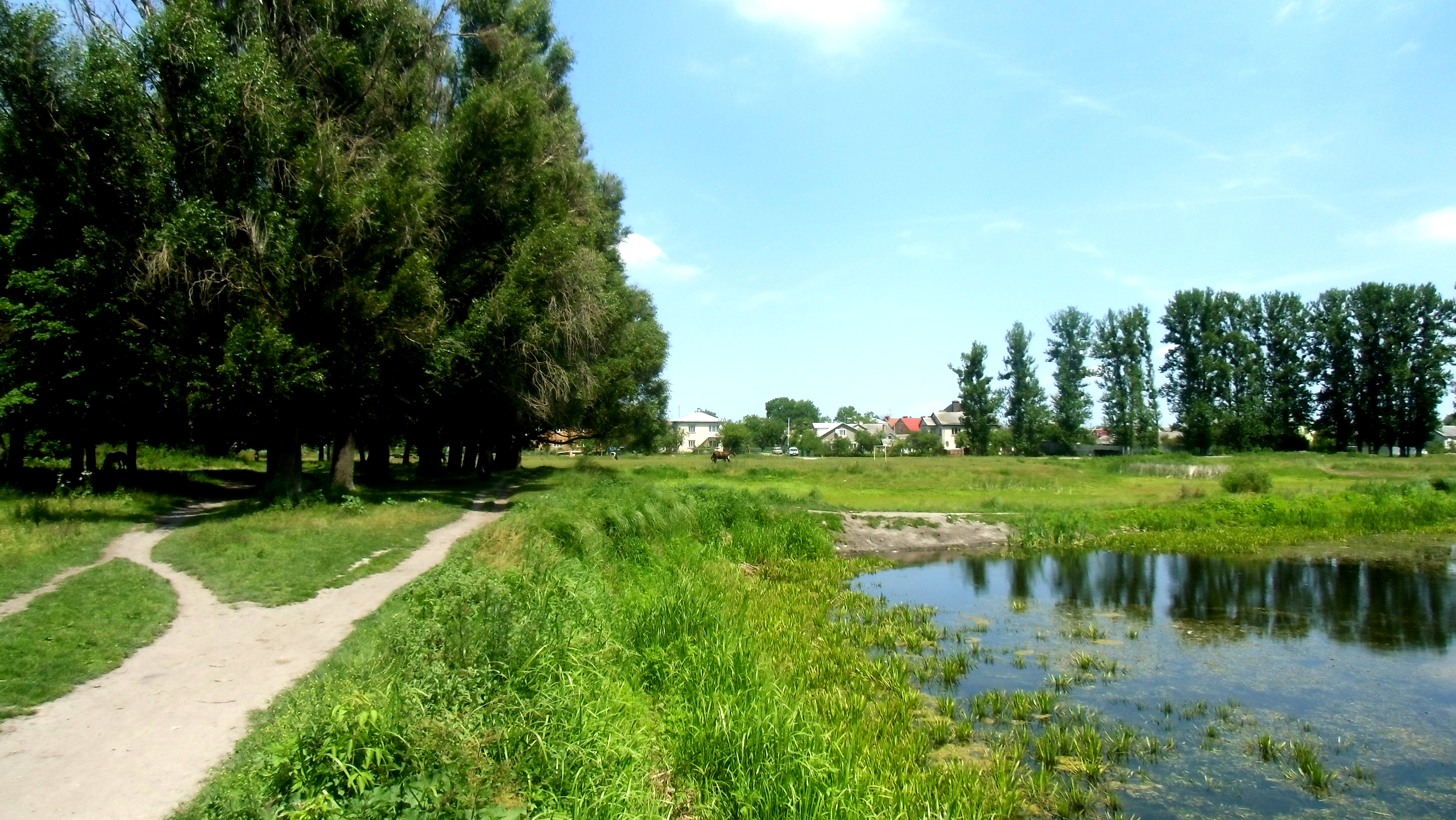
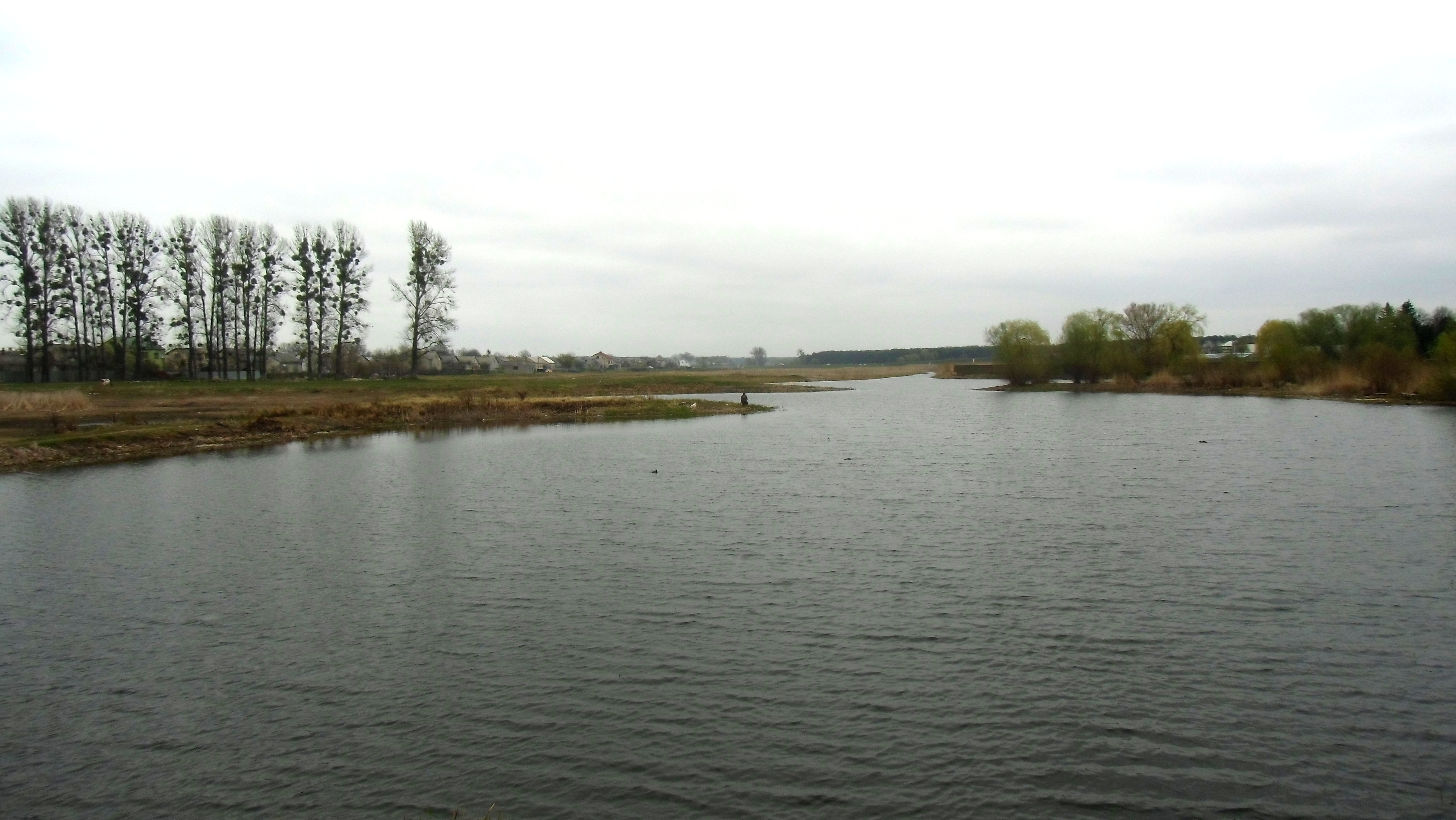

## Корисні копалини
Структура четверних відкладень і підстилаючі їх породи сприяли утворенню покладів торфу. Основні його запаси знаходяться в районі с. Берлин у долині річки Бовдурки. Глибина покладів торфу досягає 2—5 м. В покладах переважає осоково-очерертовий, осоковий і гіпновий торф. Зональність його не перевищує 15—10%.